# メイラ

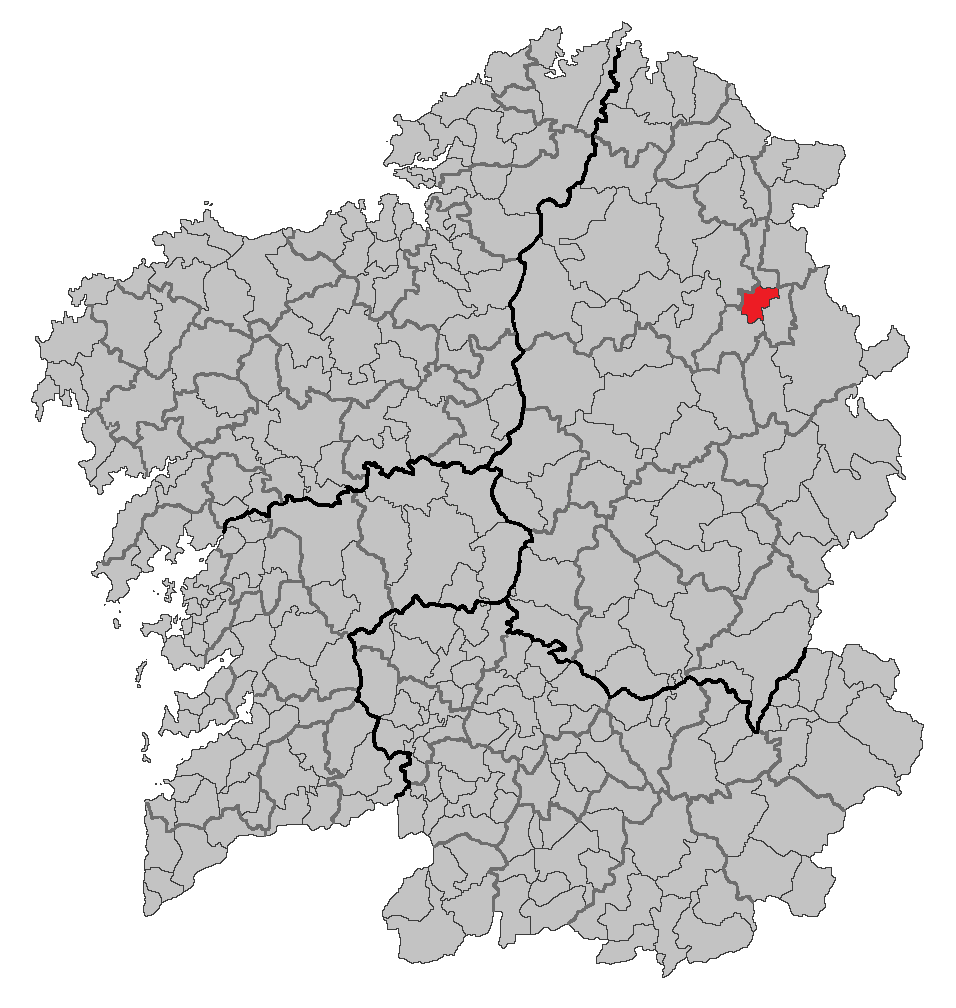

メイラ（Meira）は、スペイン、ガリシア州、ルーゴ県の自治体。コマルカ・デ・メイラに属す。ガリシア統計局によれば、2013年の人口は（2012年：1,775人、2010年：1,787人、2007年：1,794人、2006年:1,774人、2005年：1,780人、2004年：1,789人、2003年：1,806人）。住民呼称は、meirao/-rá、またはmeirego/-a、あるいは男女同形のmeirense。
ガリシア語話者の自治体住民に占める割合は98.91%（2001年）。

## 地理
メイラはルーゴ県の東部に位置し、コマルカ・デ・メイラに属する。北はリオトルト、ア・ポンテノーバと、東はリベイラ・デ・ピキンと、南はポルと、西はア・パストリーサの各自治体と隣接する。自治体中心地区はメイラ教区のメイラ地区。
メイラはルーゴ司法管轄区に属する。

### 人口
住民は2の教区の39の地区（集落）に居住する。
| メイラの人口推移 1900－2010                             |
|                                                         |
| 出典:INE（スペイン国立統計局）1900年 - 1991年、1996年 - |

## 政治
自治体首長はガリシア国民党（PPdeG）のラミーロ・ペレス・フレイホ（Ramiro Pérez Freijo）、自治体評議員はガリシア国民党：5、ガリシア社会党（PSdeG-PSOE）：4となっている（2011年5月22日自治体選挙結果、得票順）。  
| 1999年6月13日自治体選挙。 |        |        |          |
| 政党                      | 得票数 | 得票率 | 獲得議席 |
| PPdeG                     | 738    | 53.79% | 5        |
| ICS                       | 485    | 35.35% | 3        |
| BNG                       | 132    | 9.62%  | 1        |

| 2003年5月25日自治体選挙 |        |        |          |
| 政党                    | 得票数 | 得票率 | 獲得議席 |
| PPdeG                   | 661    | 46.39% | 5        |
| IG                      | 442    | 31.02% | 3        |
| PSdeG-PSOE              | 237    | 16.63% | 1        |
| BNG                     | 72     | 5.05%  | 0        |

| 2007年5月27日自治体選挙 |        |        |          |
| 政党                    | 得票数 | 得票率 | 獲得議席 |
| PPdeG                   | 550    | 39.23% | 4        |
| TEGA                    | 502    | 35.81% | 4        |
| PSdeG-PSOE              | 245    | 17.48% | 1        |
| BNG                     | 96     | 6.85%  | 0        |

| 2011年5月22日の自治体選挙 |        |        |          |
| 政党                      | 得票数 | 得票率 | 獲得議席 |
| PPdeG                     | 614    | 45.72% | 5        |
| PSdeG-PSOE                | 543    | 40.43% | 4        |
| BNG                       | 86     | 6.40%  | 0        |
| VM                        | 80     | 5.96%  | 0        |

## 史跡
- サンタ・マリーア・デ・メイラ修道院教会（Mosteiro de Santa María de Meira） - メイラ教区にある教会。初期の修道院は部分的にしか残されていないが、教会はかなり良好な状態で残されており、ガリシアのロマネスク建築で最も重要なものの一つで、1931年に歴史的文化財（Monumento Histórico Nacional）に指定された。

## 教区
メイラは2の教区に分けられる。太字は自治体中心地区のある教区。
- メイラ（サンタ・マリーア）
- セイショミル（サント・イシドロ）